# 肾叶细辛
肾叶细辛（学名：Asarum renicordatum）是马兜铃科细辛属的植物，为中国的特有植物。分布于中国大陆的安徽等地，生长于海拔720米的地区，常生长在山地水沟旁，目前尚未由人工引种栽培。

## 别名
马蹄香（安徽）